# The Trial of the Chicago 7
The Trial of the Chicago 7 is een Amerikaanse historische dramafilm uit 2020 die geschreven en geregisseerd werd door Aaron Sorkin. De film is gebaseerd op de anti-oorlogsbetogingen van augustus 1968 in Chicago en de daaropvolgende rechtszaak tegen enkele betogers. De film beschikt over een ensemblecast bestaande uit onder meer Sacha Baron Cohen, Eddie Redmayne, Joseph Gordon-Levitt, Frank Langella, Mark Rylance en Yahya Abdul-Mateen II.

## Verhaal
In 1968, tijdens de nationale bijeenkomst van de Democratische Partij in Chicago, breken er gewelddadige betogingen uit tegen de Vietnamoorlog en het beleid van president Lyndon B. Johnson. Zeven demonstranten worden na de betogingen beschuldigd van samenzwering en aanzetten tot rellen. Nadien volgt er een lange, chaotische en ophefmakende rechtszaak die door de media op de voet gevolgd wordt.

## Rolverdeling
| Acteur                | Personage                  |
| --------------------- | -------------------------- |
| Sacha Baron Cohen     | Abbie Hoffman              |
| Jeremy Strong         | Jerry Rubin                |
| Joseph Gordon-Levitt  | Richard Schultz            |
| Eddie Redmayne        | Tom Hayden                 |
| Frank Langella        | Rechter Julius Hoffman     |
| Mark Rylance          | William Kunstler           |
| Ben Shenkman          | Leonard Weinglass          |
| Yahya Abdul-Mateen II | Bobby Seale                |
| Alex Sharp            | Rennie Davis               |
| Kelvin Harrison jr.   | Fred Hampton               |
| Michael Keaton        | Ramsey Clark               |
| John Doman            | John Mitchell              |
| Daniel Flaherty       | John Froines               |
| Noah Robbins          | Lee Weiner                 |
| John Carroll Lynch    | David Dellinger            |
| J.C. MacKenzie        | Thomas Foran               |
| Max Adler             | Officier Stan Wojohowski   |
| C.J. Wilson           | Brigadier Scott Scibelli   |
| Wayne Duvall          | Agent Paul DeLuca          |
| Caitlin FitzGerald    | FBI-agente Daphne O'Connor |
| Damian Young          | Howard Ackerman            |
| Alice Kremelberg      | Bernardine Dohrn           |
| Alan Metoskie         | Allen Ginsberg             |
| Juliette Angelo       | Jurylid #6                 |

## Productie

### Ontwikkeling
In 2006 werd Aaron Sorkin door Steven Spielberg in dienst genomen om een script te schrijven over de rechtszaak van de zogenoemde Chicago Seven uit 1968. Als onderdeel van het project werden de rechten gekocht op Chicago 10: Speak Your Peace (2007), een gedeeltelijk geanimeerde documentaire van filmmaker Brett Morgen.
Spielberg was aanvankelijk van plan om het project zelf te regisseren en hoopte het nog voor de presidentsverkiezingen van 2008 uit te brengen, maar een staking van de Writers Guild of America in 2007 gooide roet in het eten, waarna Spielberg uiteindelijk aan de opnames van The Adventures of Tintin: The Secret of the Unicorn (2011) begon. Vervolgens werden onder meer Paul Greengrass, Ben Stiller, Peter Berg en Gary Ross als regisseur overwogen.
Nadien werd het enkele jaren stil rond het project. In juli 2013 werd bericht dat Greengrass de film dan toch zou regisseren, in samenwerking met producent Scott Rudin, maar enkele maanden later haakte Greengrass opnieuw af. Omdat het filmproject bleef aanslepen, overwoog Sorkin op een gegeven moment om het verhaal om te vormen tot een toneelstuk.
In 2017 maakte Sorkin zijn regiedebuut met het biografisch drama Molly's Game. Een jaar later raakte bekend dat hij ook zijn eigen script voor The Trial of the Chicago 7 zou regisseren. Er waren plannen om in februari 2019 aan de opnames te beginnen, maar de productie werd in december 2018 om budgettaire redenen tijdelijk stopgezet door DreamWorks. Volgens het productiebedrijf zelf werd het project uitgesteld omdat Sorkin tijd nodig had om zijn theaterproductie To Kill a Mockingbird in goede banen te leiden.
In februari 2019 kreeg het project opnieuw groen licht en raakten de eerste namen van de cast bekend. Een half jaar later werden de Amerikaanse distributierechten opgepikt door Paramount Pictures.

### Casting
In 2007, toen Spielberg nog plannen had om het project te regisseren, werd Sacha Baron Cohen voor het eerst aan de rol van Abbie Hoffman gelinkt. Daarnaast hoopte Spielberg ook Will Smith te casten als Bobby Seale. Ook acteurs Philip Seymour Hoffman, Kevin Spacey, Taye Diggs en Adam Arkin werden door de regisseur overwogen.
In oktober 2018 raakte bekend dat het project door Sorkin zou geregisseerd worden. Hoewel het project op dat moment al zo'n tien jaar aansleepte, was Cohen nog steeds de eerste keuze voor het hoofdpersonage Abbie Hoffman. In de daaropvolgende weken raakte bekend dat acteurs Eddie Redmayne en Jonathan Majors overwogen werden.
Nadien werd de productie enkele maanden uitgesteld. In februari 2019 werden naast Cohen, Redmayne en Majors ook Seth Rogen, Joseph Gordon-Levitt en Alex Sharp aan het project gelinkt. In augustus 2019 werden Frank Langella en Mark Rylance aan het project toegevoegd en in de daaropvolgende weken gingen de rollen die oorspronkelijk aan Rogen en Majors gelinkt werden naar respectievelijk Jeremy Strong en Yahya Abdul-Mateen II. Eind oktober 2019 raakte ook de casting van Michael Keaton en J.C. MacKenzie bekend.

### Opnames
De opnames gingen in oktober 2019 van start in Chicago en eindigden in december 2019. Vanaf eind oktober vonden er opnames plaats in New Jersey. Er werd gefilmd in onder meer Paterson, Madison en Florham Park.

## Release
De Amerikaanse distributie was oorspronkelijk in handen van Paramount Pictures. Omdat de coronapandemie de Amerikaanse bioscooprelease problematisch maakte en de filmmakers hoopten om met de film voor de Amerikaanse presidentsverkiezingen van 2020 een zo breed mogelijk publiek te bereiken, werden in juni 2020 met streamingdienst Netflix onderhandelingen opgestart om de distributierechten van Paramount over te kopen. Begin juli 2020 verwierf Netflix de wereldwijde distributierechten voor 56 miljoen dollar.
De film ging op 25 september 2020 in een select aantal Amerikaanse bioscopen in première. De première op Netflix volgde op 16 oktober 2020.

## Prijzen en nominaties
| Jaar | Prijs                  | Categorie                  | Genomineerde(n)                 | Uitslag     |
| ---- | ---------------------- | -------------------------- | ------------------------------- | ----------- |
| 2021 | Golden Globes          | Beste dramafilm            | Beste dramafilm                 | Genomineerd |
| 2021 | Golden Globes          | Beste regie                | Aaron Sorkin                    | Genomineerd |
| 2021 | Golden Globes          | Beste acteur in een bijrol | Sacha Baron Cohen               | Genomineerd |
| 2021 | Golden Globes          | Beste scenario             | Aaron Sorkin                    | Gewonnen    |
| 2021 | Golden Globes          | Beste originele nummer     | Daniel Pemberton, Celeste Waite | Genomineerd |
| 2021 | Critics' Choice Awards | Beste film                 | Beste film                      | Genomineerd |
| 2021 | Critics' Choice Awards | Beste regie                | Aaron Sorkin                    | Genomineerd |
| 2021 | Critics' Choice Awards | Beste acteur in een bijrol | Sacha Baron Cohen               | Genomineerd |
| 2021 | Critics' Choice Awards | Beste acteerensemble       | Beste acteerensemble            | Gewonnen    |
| 2021 | Critics' Choice Awards | Beste originele scenario   | Aaron Sorkin                    | Genomineerd |
| 2021 | Critics' Choice Awards | Beste montage              | Alan Baumgarten                 | Gewonnen    |
| 2021 | BAFTA Awards           | Beste film                 | Beste film                      | Genomineerd |
| 2021 | BAFTA Awards           | Beste originele scenario   | Aaron Sorkin                    | Genomineerd |
| 2021 | BAFTA Awards           | Beste montage              | Alan Baumgarten                 | Genomineerd |
| 2021 | Academy Awards         | Beste film                 | Beste film                      | Genomineerd |
| 2021 | Academy Awards         | Beste acteur in een bijrol | Sacha Baron Cohen               | Genomineerd |
| 2021 | Academy Awards         | Beste originele scenario   | Aaron Sorkin                    | Genomineerd |
| 2021 | Academy Awards         | Beste originele nummer     | Daniel Pemberton, Celeste Waite | Genomineerd |
| 2021 | Academy Awards         | Beste camerawerk           | Phedon Papamichael              | Genomineerd |
| 2021 | Academy Awards         | Beste montage              | Alan Baumgarten                 | Genomineerd |